# Waltham (Massachusetts)
Waltham és una població dels Estats Units a l'estat de Massachusetts. Segons el cens del 2007 tenia 59.758 habitants.

## Demografia
Segons el cens del 2000, Waltham tenia 59.226 habitants, 23.207 habitatges, i 12.462 famílies. La densitat de població era de 1.800,6 habitants/km².
Dels 23.207 habitatges en un 0% hi vivien nens de menys de 18 anys, en un 41,3% hi vivien parelles casades, en un 8,9% dones solteres, i en un 46,3% no eren unitats familiars. En el 34,2% dels habitatges hi vivien persones soles el 10% de les quals corresponia a persones de 65 anys o més que vivien soles. El nombre mitjà de persones vivint en cada habitatge era de 2,29 i el nombre mitjà de persones que vivien en cada família era de 3,01.
Per edats la població es repartia de la següent manera: un 15,5% tenia menys de 18 anys, un 16,8% entre 18 i 24, un 34,4% entre 25 i 44, un 20,2% de 45 a 60 i un 13,1% 65 anys o més.
L'edat mediana era de 34 anys. Per cada 100 dones de 18 o més anys hi havia 95,6 homes.
La renda mediana per habitatge era de 54.010 $ i la renda mediana per família de 64.595$. Els homes tenien una renda mediana de 42.324 $ mentre que les dones 33.931$. La renda per capita de la població era de 26.364$. Entorn del 3,6% de les famílies i el 7% de la població estaven per davall del llindar de pobresa.

## Poblacions més properes
El següent diagrama mostra les poblacions més properes.

## Fills il·lustres
- Kenneth Geddes Wilson (1936 - 2013) físic, Premi Nobel de Física de l'any 1982.